# 郭盛

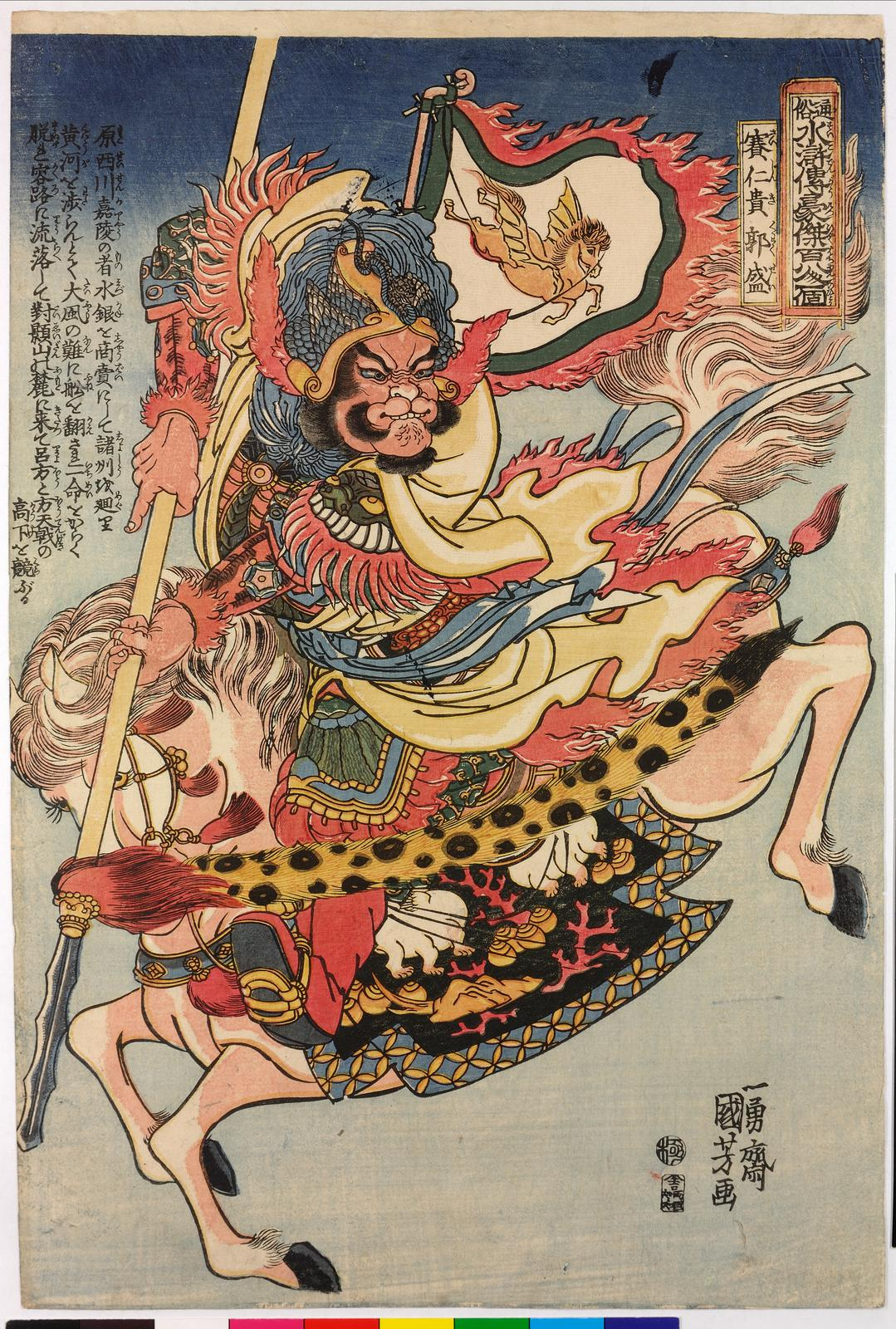
郭盛

郭 盛（かく せい）は、中国の小説で四大奇書の一つである『水滸伝』の登場人物。

## 人物
梁山泊第五十五位の好漢。地祐星（ちゆうせい）の生まれ変わり。渾名は賽仁貴（さいじんき）。仁貴とは唐初期の人物で、突厥との戦いで活躍した名将薛仁貴のこと。彼のライバルである呂方と違い、郭盛の場合その武勇にあこがれていたわけではなく、自身の戟の腕は薛仁貴にも勝るという自負心を標榜するものであった。そのあらわれとして呂方の渾名が「小」温侯と謙遜したものになっているのに対し、彼は「賽」仁貴と「仁貴にも勝る」という意味のものになっている。また呂方の噂を聞きつけて腕比べを挑もうとするなど、性格は呂方よりも我が強く自信家のようである。容姿は堂々とした若武者で、戦袍、甲冑、乗馬を白で統一おり、ライバルの呂方の赤一色の装いと対になっている。ともに宋江の親衛隊として活躍した。

## 生涯
郭盛は嘉陵出身の水銀の行商であるが、商船が嵐にあって破産、同じく食い詰めた若者達と共に徒党を組んで流賊となり、その一団は100人ほどに膨れ上がった。青州までやってきた郭盛は対影山に、自分と同じ年頃で、自分と同じ方天戟の使い手である呂方という山賊がいると聞く。自身の腕に絶対の自信を持っていた郭盛は、腕比べをしてみたいと考え、ねぐらを手に入れるという目的も兼ねて、対影山に乗り込んだ。呂方は二つある山の半分を郭盛に譲ることで決着を図ったが、元々呂方と自分の戟の腕比べがしたかった郭盛は頑として譲らず、一騎討ちで負けたほうが勝った方の手下になることとなった。しかし二人の実力は伯仲し勝負が着かず、その後も毎日決まった時刻に勝負をしたが、半月近くたっても一向に勝負はつかなかった。
その日もいつもの通り、戟を交えた二人だったが、お互いの戟の柄の飾り房が絡み合い、にっちもさっちもつかなくなってしまった。2人が困惑していると何所からともなく飛んできた一本の矢が絡まった房を射抜いた。驚いた二人が見るとそこには武装した一団がおり、矢を放ったのは弓の名手として高名な武人・花栄で、また高名な義士宋江や、秦明などの有名な武人も加わっていた。彼等は青州でごたごたに巻き込まれ宋江の縁故を頼って梁山泊に向かう途中で、彼等の鳴らしていた鉦鼓の音を聞いて立ち寄ったのだという。郭盛、呂方は梁山泊の威名と、宋江の人徳を聞いていたので喧嘩していたのも忘れて一行に加えてくれるよう懇願、快諾されそのまま梁山泊に入山した。　
梁山泊入山後は呂方とともに宋江の護衛的役割を担い、祝家荘の戦いでは敵将・祝虎を討ち、続く外征や防衛戦にも殆ど参加した。曾頭市との戦いでは、呂方と2人がかりで敵将・曾塗に挑むがそれに敵わず返り討ちにされそうになるが、花栄の手助けで何とかこれを討ち、東昌府の戦いでは敵の副将の一人・丁得孫を捕らえた。百八星集結後は、呂方とともにそのまま騎兵近衛隊長に任命され、官軍との戦いや帰順後の戦いでも宋江、盧俊義らの護衛としてその左右に控え活躍した。方臘討伐戦では烏竜嶺を攻め取るため、呂方と競争するが断崖で敵の抗戦をうけ、郭盛は敵の転がしてきた大岩に馬もろとも押し潰されてしまった。また呂方も直後にこの戦いにおいて命を落とした。

## その他
金庸の武俠小説で射鵰三部作である『射鵰英雄伝』、『神鵰俠侶』、『倚天屠龍記』に登場する郭靖、その子供達の郭芙、郭襄、郭破虜の先祖という設定である。